# サントメ島
サントメ島（サントメとう、São Tomé Island）は、アフリカ大陸の近く、赤道付近の大西洋上に存在する島の1つである。付近にはプリンシペ島などが点在している。

## 地学
サントメ島はカメルーン火山列に属する火山島として形成された島で、島内の最高地点は標高2024 mのサントメ山である。

## 地理
サントメ島は付近にあるプリンシペ島などの島々と共に、サントメ・プリンシペ民主共和国を構成している。ただし、サントメ・プリンシペの国土面積は964 km2程度と、サントメ島が面積の大部分を占めている。なお、サントメ島内の主要な都市はサントメ・プリンシペの首都のサントメである。島内にはサントメ国際空港とポルトアレグレ空港の2ヶ所に空港が設置されている。

### 産業
サントメ島は降雨量が多く、ポルトガルによる植民地時代にカカオ豆の生産が盛んになった。この影響で、ほぼカカオのモノカルチャーの状態にある。しかし、カカオ豆は主食にできるような作物ではない。しかも、旱魃などの異常気象が発生したり、暴風が吹き荒れるなどして、カカオ豆が不作になると、簡単に困窮する。他の作物は、食用として主にサントメ・プリンシペ国内で消費されているものの、食糧自給は達成できておらず、多量の食糧を輸入に頼り、サントメ・プリンシペの経済を圧迫してきた。
なお、好事家向けの切手発行業も行っているものの偽物が出回る始末であり、観光業もあまり振るっていない。

### 行政区画
| - アグア・ココ - アグア・アイズ - アリス (サントメ・プリンシペ) - アルト・ドウロ (サントメ・プリンシペ) - アンドラーデ (サントメ・プリンシペ) - ベラ・ヴィスタ (サントメ・プリンシペ) - ブルブル (サントメ・プリンシペ) - ボム・サクセソー - ドナ・アウグスタ - ドナ・エウゲニア - エンジェル (サントメ・プリンシペ) |  | - フォーミガ (サントメ・プリンシペ) - ジェネラル・フォンセコ - グラカ (サントメ・プリンシペ) - グランハ (サントメ・プリンシペ) - グアダルーペ (サントメ・プリンシペ) - グエグエ (サントメ・プリンシペ) - ヘンリギュー (サントメ・プリンシペ) - アヴァ (サントメ・プリンシペ) - レモス (サントメ・プリンシペ) - ボンボ (サントメ・プリンシペ) - ボンディ (サントメ・プリンシペ) - モンテ・カフェ (サントメ・プリンシペ) |  | - モンテ・ハーミナス (サントメ・プリンシペ) - モンテ・ロザ (サントメ・プリンシペ) - ネヴィス - ノバ・オリンダ (サントメ・プリンシペ) - ズンビ - プラト・カフェ (サントメ・プリンシペ) - ポンタ・フィゴ (サントメ・プリンシペ) - ポルティノ - ポルトアレグレ - プレザーバランカ - クインポ (サントメ・プリンシペ) - リベリア・アフォンソ |  | - サンタ・カタリーナ - サンタ・クロティルデ - サンタ・クルス (サントメ・プリンシペ) - サンタ・ジョセフィーナ (サントメ・プリンシペ) - サンタナ (サントメ・プリンシペ) - サント・アマロ - サン・ジョアン・ドス・アンゴラレス - サン・ジョゼ (サントメ・プリンシペ) - サントメ - サウダージ (サントメ・プリンシペ) - トリンダージ - ユーバウンド |

## 歴史・島名の由来
1470年もしくは1471年に、ポルトガルのペロ・デ・エスコラールが発見したとされる。それ以前は無人島だったと言われている。使徒トマスの日である12月21日に発見されたため、サントメ（ポルトガル語で聖トマスの意）と名づけられた。1493年に、アルヴァロ・カミニャのポルトガル人入植者達が無人島だったサントメ島に入植した。ポルトガル人はアフリカ大陸から奴隷を購入し、サトウキビやカカオ豆の農場で働かせた。19世紀に奴隷制度は廃止されたものの、その後も奴隷の扱いはあまり良くなかった。多数の奴隷が不満を募らせたこともあり、1975年にサントメ・プリンシペ民主共和国としてポルトガルから独立した。